# Сосновка (Шарангский район)
 Сосновка  — поселок в Шарангском районе Нижегородской области в составе Роженцовского сельсовета.

## География
Расположен на расстоянии примерно 16 км на юг-юго-запад по прямой от районного центра посёлка Шаранга.

## История
Основан в начале 1960-х годов. На этом месте планировалось строительство районного пионерского лагеря, но из-за отсутствия в то время дороги от этого плана пришлось отказаться. В середине 60-х годов в посёлке Сосновка проживало около 350 человек. Население занималось сбором живицы. С 1970-х годов промысел закрылся.

## Население
Постоянное население составляло 48 человек (русские 94 %) в 2002 году, 20 в 2010.